# Eva Vik
Eva Vik (Praga, 5 maggio 1991) è una regista, sceneggiatrice e produttrice cinematografica ceca.
Rappresentati da Ridley Scott Creative Group in tutto il mondon. É nota per film come Seprentine (2023), Raven (2022) e Carte Blanche (2019). È stata insignita di numerosi premi cinematografici per la sua carriera in rapida ascesa, tra cui il Breakout Director's Award all'Hollywood Film Festival, il Premio del Pubblico e il Premio per il Miglior Genere al Mammoth Film Festival, e il Miglior Regista all'ISA. È stata anche premiata al Centre Pompidou per la sua trilogia trasformazionale Sounds of Sun, Somnio, Samice nel 2019. Inoltre, il suo film più recente Seprentine (2023) è stato anche nominato per il premio X al Tribeca Film Festival. Nel 2021, anche la rivista Forbes aveva classificato Eva Vik tra le 30 persone più influenti sotto i 30 anni

## Primi anni di vita e istruzione
All'età di 10 anni inizia ad interessarsi al mondo del cinema e del teatro prendendo parte a produzioni e spettacoli locali dove ha la possibilità di avere piccoli ruoli e una prima introduzione alla sceneggiatura. Queste esperienze l'hanno poi portata, all'età di 18 anni, a iscriversi alla Royal Academy of Dramatic Art di Londra, permettendole successivamente di ottenere ruoli in produzioni, alcune delle quali dirette da Shane Black o Mark Figgis. Si è poi trasferita a Parigi.
Eva Vik è poliglotta, parla inglese, francese, ceco, italiano e polacco.

## Carriera
Nel 2017, Eva Vik si è trasferita a Los Angeles per intraprendere la carriera di sceneggiatrice e regista, e ha realizzato il suo primo cortometraggio intitolato Sound of Sun con Sean Penn e Suki Waterhouse.
Sono seguiti diversi altri cortometraggi, tra cui: Carte Blanche con Dylan Sprouse, Suki Waterhouse e Jack Kilmer che ha vinto il Premio del Pubblico al Mammoth Film Festival nel 2019 e un Breakout Director Award al Capri Hollywood International Film Festival nel 2020. E Maestro, con Clara McGregor e Karel Dobrý, che le hanno conferito il Best Director Award e il Grand Jury Prize agli Independent Shorts Awards nel 2021.
Nel 2022 e 2023, Eva Vik ha scritto e diretto due opere di fantascienza: Serpentine con Barbara Palvin, Luke Brandon Field e Soo Joo Park, che le è valso una prima proiezione al Tribeca Festival, una nomination per il Tribeca X Award e il premio per il miglior cortometraggio al Mammoth Film Festival. E Raven, pubblicato dalla rivista Vogue che è stata premiata all'HollyShorts Film Festival di qualificazione agli Oscar nel 2022.
Eva Vik ha dirretto due progetti in collaborazione con Bulgari, Seprentine, un cortometraggio con protagonista Barbara Palvin, e una campagna Bulgari Omnia con protagonista Cailee Spaeny che si è aggiudicata la Coppa Volpi al il Festival del Cinema di Venezia (2023).

## Vita privata
Eva Vik ha annunciato, in un'intervista  a LA Weekly nel 2023, ha dichiarato che d'ora in poi avrebbe portato il nome da nubile Vik di sua nonna materna. Infatti, ha affermato di non voler più perpetuare la tradizione patronimica e che, invece, avrebbe portato il nome di una donna forte che l'aveva profondamente influenzata.
Eva Vik è anche, oltre alla sua attività cinematografica, una filantropa, impegnata nella protezione delle donne e dei bambini vittime di violenza domestica in tutto il mondo attraverso la White Ribbon Campaign.

## Filmografia

### Regista, produttrice e sceneggiatrice
- Sound of Sun - cortometraggio (2016)
- Somnio - cortometraggio (2017)
- Good Looking - video musicale (2017)[7]
- Les Inconnus: Escape - pubblicità (2018)
- Butcher Boy - cortometraggio (2019)
- Carte Blanche - cortometraggio (2019)
- Samice - cortometraggio (2019)
- Maestro - cortometraggio (2020)
- Anima Us - cortometraggio (2021)
- Raven - cortometraggio (2022)
- Oblivion - video musicale (2022)
- Fletcher: Better Version - video musicale (2022)
- Broken - video musicale (2022)
- Serpentine - cortometraggio (2023)
- Bulgari Omnia - commerciale (2023)

## Riconoscimenti
- Tribeca Film Festival
  - 2022 - Candidatura all'X Award per Serpentine[8]
- Fondazione Centre Pompidou, Parigi
  - 2019 - Premio per Transformational Trilogy a Sound of Sun, Somnio e Samice
- Mammoth Film Festival
  - 2019 - Audience Award a Carte Blanche
  - 2022 - Best Genre Film a Serpentine
- Capri Hollywood Film Festival
  - 2019 -  Breakout Director Award a Carte Blanche
- Independent Shorts Awards
  - 2020 - Jury Prize Best Director a Maestro[9]
  - 2020 - Jury Prize for Outstanding Achievement a Maestro[10]
  - 2020 - Platinum Award Winner for Best Drama Short a Maestro
- Cyrus Film Festival
  - Best Women Short a Maestro